# Амекамека
Амекамека (исп. Amecameca) — муниципалитет в Мексике, штат Мехико, с административным центром в городе Амекамека-де-Хуарес. Численность населения, по данным переписи 2010 года, составила 48 421 человек.

## Общие сведения
Название Amecameca с языка науатль можно перевести как место, где пишут на бумаге.
Площадь муниципалитета равна 181,7 км², что составляет 0,85 % от площади штата. Он граничит с другими муниципалитетами штата Мехико: на севере с Тлальманалько, на юге с Атлаутлой и Осумбой, на западе с Аяпанго и Хучитепеком, а на востоке с другим штатом Мексики — Пуэбла.

## Учреждение и состав
Муниципалитет был образован в 1824 году, в его состав входят 45 населённых пунктов, самые крупные из которых:
| Населённый пункт                             | Численность населения (2005 год) | Численность населения (2010 год) |
| Всего                                        | 48 363                           | 48 421                           |
| Амекамека-де-Хуарес (административный центр) | 31 422                           | 31 687                           |
| Сан-Педро-Нехапа                             | 4254                             | 4633                             |
| Сан-Антонио-Сояцинго                         | 2576                             | 2795                             |
| Санта-Исабель-Чальма                         | 2238                             | 2215                             |
| Сан-Диего-Уэуэкалько                         | 1579                             | 1824                             |
| Сан-Франсиско-Сентлальпан                    | 2679                             | 1792                             |
| Сантьяго-Куаутенко                           | 1352                             | 1520                             |

## Экономическая деятельность
Работоспособное население занято по секторам экономики в следующих пропорциях: сельское хозяйство и скотоводство — 23,8 %, обрабатывающая промышленность и производство — 27,4 %, сфера услуг и туризма — 45,4 %. Основные виды деятельности:

### Сельское хозяйство
Выращиваемые культуры: кукуруза, люцерна, пшеница, овёс и бобы.

### Животноводство
В муниципалитете разводится крупный рогатый скот, свиньи, овцы и лошади. Также развито пчеловодство. Существует 27 птицефабрик, реализующих до 3 миллионов птиц в год.

### Промышленность
Существуют предприятия лёгкой промышленности, мукомольные комбинаты.

### Торговля
В муниципалитете есть множество магазинов и торговых центров, реализующих разнообразные товары.

## Инфраструктура
По статистическим данным 1997 года, инфраструктура развита следующим образом:
- протяжённость дорог: 79 км;
- электрификация: 98,9 %;
- водоснабжение: 95,7 %;
- водоотведение: 74,6 %.

## Туризм
Места, привлекающие туристов:
- археологическая зона «Памятник Томакоко»;
- архитектурные строения колониального периода, расположенные в муниципальном центре — церковь Успения 1553 года, арка 1731 года, а также часовни Святого Хуана и Святой Девы Росарио;
- Истаксиуатль — гора, привлекающая альпинистов.